# Гроте ди Кастро
Гроте ди Кастро (итал. Grotte di Castro) је насеље у Италији у округу Витербо, региону Лацио.
Према процени из 2011. у насељу је живело 2560 становника. Насеље се налази на надморској висини од 478 м.

## Становништво
Према резултатима пописа становништва 2011. у општини је живело 2.795 становника.
| 1951. | 1961. | 1971. | 1981. | 1991. | 2001. | 2011. |
| ----- | ----- | ----- | ----- | ----- | ----- | ----- |
| 4.177 | 4.042 | 3.758 | 3.429 | 3.187 | 2.967 | 2.795 |